# Archie Butterworth
Archibald James Butterworth (ur. 19 czerwca 1912 w Waterford, zm. 12 lutego 2005) – brytyjski projektant silników, konstruktor i kierowca wyścigowy pochodzenia irlandzkiego.

## Życiorys
Urodził się w Waterford w Irlandii. W 1919 roku jego rodzice przeprowadzili się wraz z nim do Wielkiej Brytanii. Pobierał naukę w University College London. Następnie służył w Gwardii Irlandzkiej. W 1937 roku podjął pracę na linii produkcyjnej Forda, a następnie w narzędziowni Saunders-Roe. Tam został projektantem narzędzi. Pierwszy samochód wyścigowy zbudował pod koniec lat 30. Po wybuchu II wojny światowej jako ochotnik wrócił do starej jednostki, gdzie był kurierem. Pod koniec wojny Butterworth został zatrudniony w fabryce Royal Enfield, natomiast w wolnym czasie projektował kompletny samochód Grand Prix, wraz z silnikiem, skrzynią biegów i nadwoziem. Jednakże z braku pieniędzy ten samochód nigdy nie został wybudowany.
Po wojnie z sukcesami ścigał się zmodyfikowanym Bentleyem 4½ Litre i został wybrany do British Racing Drivers’ Club. Następnie założył, że zbudowanie samochodu do wyścigów górskich będzie tańsze niż pojazdu Grand Prix, i w ten sposób powstał AJB S2, znany bardziej jako AJB Special. Pojazd ten był napędzany chłodzonym powietrzem silnikiem Steyr V8 i dysponował napędem na cztery koła. Samochodem tym Butterworth odnosił dobre wyniki w sprintach i wyścigach górskich. W następnych latach skupił się na projektowaniu silników i skrzyń biegów. Do własnego silnika zamontował aluminiowe tuleje cylindrów, a na każdym cylindrze zamontował gaźnik. Silnik ten był napędzany alkoholem. Te zmiany zwiększyły moc jednostki z 85 KM do 260 KM, natomiast pojemność wynosiła 4425 cm³.
W 1950 roku założył firmę Butterworth Engineering Co. W tym samym roku zgłosił swój samochód do nieoficjalnego International Trophy. W ten sposób AJB Special stał się pierwszym w historii Formuły 1 samochodem z napędem na cztery koła. Problemem samochodu było nadwozie i pozycja kierowcy. W trakcie wyścigu, na pierwszym okrążeniu, uszkodzeniu uległ wał korbowy. Był to jedyny wyścig AJB Special w Formule 1, chociaż samochód uczestniczył jeszcze w wyścigach górskich. W 1951 roku Butterworth wyposażył Special w nową skrzynię biegów z systemem wielosprzęgłowym. Podczas wyścigu w Shelsley Walsh kierowca miał jednak wypadek i zdecydował się zarzucić to rozwiązanie. Pojazd został następnie odbudowany i sprzedany do Stanów Zjednoczonych, gdzie ścigał się jako Butterball Special; jego kierowcą był wówczas Bill Milliken.
Po wypadku, po którym Butterworth zakończył karierę kierowcy wyścigowego, skupił się on na projektach silników. Był to okres, w którym Mistrzostwa Świata Formuły 1 odbywały się według przepisów Formuły 2. Stąd w 1952 roku wraz z Billem Astonem utworzył firmę Aston Butterworth, której model, NB41 był napędzany chłodzonym wodą silnikiem B4. Kierowcami byli Aston (projektant samochodu) i Robin Montgomerie-Charrington. Problemem była niezawodność i szybkość modelu. Spółka nie miała pieniędzy na rozwój modelu i po wprowadzeniu nowych przepisów w roku 1954 upadła.
W 1952 roku firma Kieft zbudowała tylnonapędowy samochód Formuły 2 z silnikiem AJB. Był to samochód bardzo nieudany do wyścigów na torach, ale z Michaelem Christie za kierownicą odnosił sukcesy w wyścigach górskich. W tym okresie zainteresowaniem skrzyniami biegów AJB wykazywał Jack Brabham, ale z braku czasu Butterworth nie mógł spełnić jego próśb. W późniejszym czasie podobne zainteresowanie wykazywał Colin Chapman, ale także nie doszło do sprzedaży skrzyń biegów.
Butterworth zmodyfikował silnik do pojemności 1,5 litra. Jednostka ta przyciągnęła uwagę firmy Elva, która umieściła ją w samochodzie sportowym Archiego Scotta-Browna na sezon 1957. Silnik był szybki, ale zawodny. Elva była rozczarowana tym faktem, ale entuzjastą silników AJB został Scott-Brown. Kolejne plany obejmowały dostarczanie silników do Formuły 2. W 1958 Butterworth nabył nadwozie Cooper, ale samochód nie był gotowy na czas i Scott-Brown wystartował Listerem na Spa; kierowca zginął jednak na skutek obrażeń powstałych po pożarze, który wybuchł po wypadku.
Po śmierci Scotta-Browna Butterworth stracił zainteresowanie sportami motorowymi. W 1962 roku założył British Sporting Rifle Club. Przez 65 lat był żonaty z Barbarą. Zmarł w 2005 roku.